# Vaccinium donianum
Vaccinium donianum är en ljungväxtart som beskrevs av Robert Wight. Vaccinium donianum ingår i Blåbärssläktet, och familjen ljungväxter. Inga underarter finns listade i Catalogue of Life.